# Cost mitjà
Els costos mitjans són els costos per unitat de producció. Si dividim el cost total {\displaystyle C_{T}} per la quantitat {\displaystyle Q} d'unitats de producció obtindrem el cost mitjà:
{\displaystyle C_{Mj}=C_{T}/Q\,}
També podem considerar els costos fixos mitjans i els costos variables mitjans:
{\displaystyle C_{Mj}=CF_{Mj}+CV_{Mj}\,}
on
{\displaystyle CF_{Mj}} són els costos fixos mitjans.
{\displaystyle CV_{Mj}} són els costos variables mitjans.